# Verso la vita (film 1936)
Verso la vita (Les Bas-fonds) è un film del 1936, diretto da Jean Renoir, tratto dal dramma teatrale Bassifondi (o L'albergo dei poveri) di Maksim Gor'kij.

## Trama
Un barone, rovinato dal gioco e dalle donne, una notte sorprende nel suo appartamento un ladro, Pepel. I due fanno amicizia e, il mattino successivo, il barone, per sfuggire agli ufficiali giudiziari venuti ad arrestarlo, segue Pepel, che lo porta nel dormitorio dove vive con altri disperati. L'albergo è gestito da un vecchio avaro, Kostilev, che sfrutta i suoi inquilini. Pepel è l'amante della giovane moglie del vecchio, Vassilissa, ma difende la giovane sorella di lei, Natasha, dalle pesanti pressioni che i due le impongono per farle sposare l'ispettore degli affitti. Pepel, per difenderla, uccide il vecchio. Quando la Polizia interverrà per l'inchiesta, tutti i frequentatori dell'albergo dei poveri proteggeranno Pepel che, scontati pochi anni di prigione, potrà tentare di costruire insieme alla ragazza forse un futuro diverso.

## Produzione
La società di produzione del film fu Albatros Film di Alexandre Kamenka. Renoir era un ammiratore entusiasta dei film muti girati da questa società.

### Sceneggiatura
Esisteva già una sceneggiatura scritta da Zamiatine e Companeez.
Renoir tuttavia “era incapace di seguire un piano predisposto da qualcun altro” e volle farne una propria con la collaborazione di Charles Spaak.

### Cast
«Jean Gabin era una scoperta di una certa statura, Louis Jouvet invece lo avevo già apprezzato sulla scena.
Gabin era al culmine della sua espressività quando non era costretto a forzare la voce. Questo attore grandissimo sapeva ottenere i massimi effetti con i mezzi più esigui. Inventai per lui delle scene che potevano essere solo mormorate. Non potevamo sapere che quello stile avrebbe conquistato tutti e che gli attori mormoranti sarebbero diventati legioni».

### Riprese
Le riprese iniziarono a fine agosto e terminarono ad inizio ottobre 1936. Gli interni vennero girati negli studi Eclair; gli esterni sulle rive della Senna, fra Epinay sur Seine e Saint Denis.

### Distribuzione
La prima ebbe luogo al cinema Max Linder di Parigi il 10 dicembre 1936. In Italia venne distribuito dall'Europa Film l'11 aprile 1940.

## Sequenze caratteristiche
La scena della lumaca: mentre il barone parla della propria esistenza a Pepel che gli ha confessato i suoi sogni sul futuro, scorge una piccola lumaca che si arrampica su uno stelo d'erba: prende la lumaca e se la mette sul dito per farla arrampicare lì. Questa scena funzionava sempre, il pubblico si rilassava.

## Critica
(André Bazin)

## Chaplin e Renoir
Il finale del film ricorda volutamente il finale di Tempi Moderni di Charlie Chaplin, un regista molto amato da Renoir. Racconta di dovere ai suoi film, insieme a quelli di Stroheim, la decisione di dedicarsi al cinema.

## Renoir e Kurosawa
Akira Kurosawa ha realizzato nel 1957  un film, I bassifondi (Donzoko), tratto dallo stesso dramma di Maksim Gor'kij.
Daniele Dottorini confronta la versione di Renoir con quella del maestro giapponese:
«Mentre Renoir lavora su uno spazio astratto, evidentemente artificiale, che gli permette però di mettere in scena un vero e proprio laboratorio di gesti e sguardi, parole e relazioni fra individui, Kurosawa sceglie un set reale, effettivamente al di sotto della strada, dal quale non esce mai... [...] Se il corpo renoiriano è capace di proiettarsi all'esterno, di sognare una strada da dove poter fuggire, quello dei bassifondi di Kurosawa è un corpo drammaticamente legato al set, il cui limite è il segno della chiusura esistenziale, morale, sociale a cui il personaggio è sottoposto».

## Riconoscimenti
- 1937 - Premio Louis-Delluc

Nel 1937 il National Board of Review of Motion Pictures l'ha inserito tra i migliori film stranieri dell'anno.